# 釈迦尊寺
釈迦尊寺（しゃかそんじ）は、群馬県前橋市元総社町にある曹洞宗の寺院。

## 歴史
686年（朱鳥元年）、羊太夫の開基である。羊太夫は、古墳時代に物部方に加担して都を追われた中臣羽鳥連の末裔といわれており、羊太夫の足跡は多胡碑を始め、現在の群馬県や埼玉県北部に広がっている。中臣羽鳥連の妻が聖徳太子の乳母であり、太子より贈られた1寸8分の釈迦尊仏を祀る寺を建てたのが当寺の起源である。開山は定恵と伝える。もとは北東約400メートルの小字八日市にあったと伝えられる。
文永年間（1264年 - 1275年）、蘭渓道隆によって中興された。これまでは法相宗の寺院であったが、この時に臨済宗に転宗している。
14世紀には尼寺となっていた。
1558年（永禄元年）、応山芳伝が永源寺から入寺、臨済宗から曹洞宗に転宗している。その後、武田氏の侵攻（西上野侵攻）のため、七堂伽藍は焼失、末寺の龍松寺の場所（現在地）に移転した。
江戸時代には朱印地14石を得ていた。
1774年（安永3年）、12世泰亮は『上毛伝説雑記』を著している。
1871年（明治4年）火災で本堂を焼失。

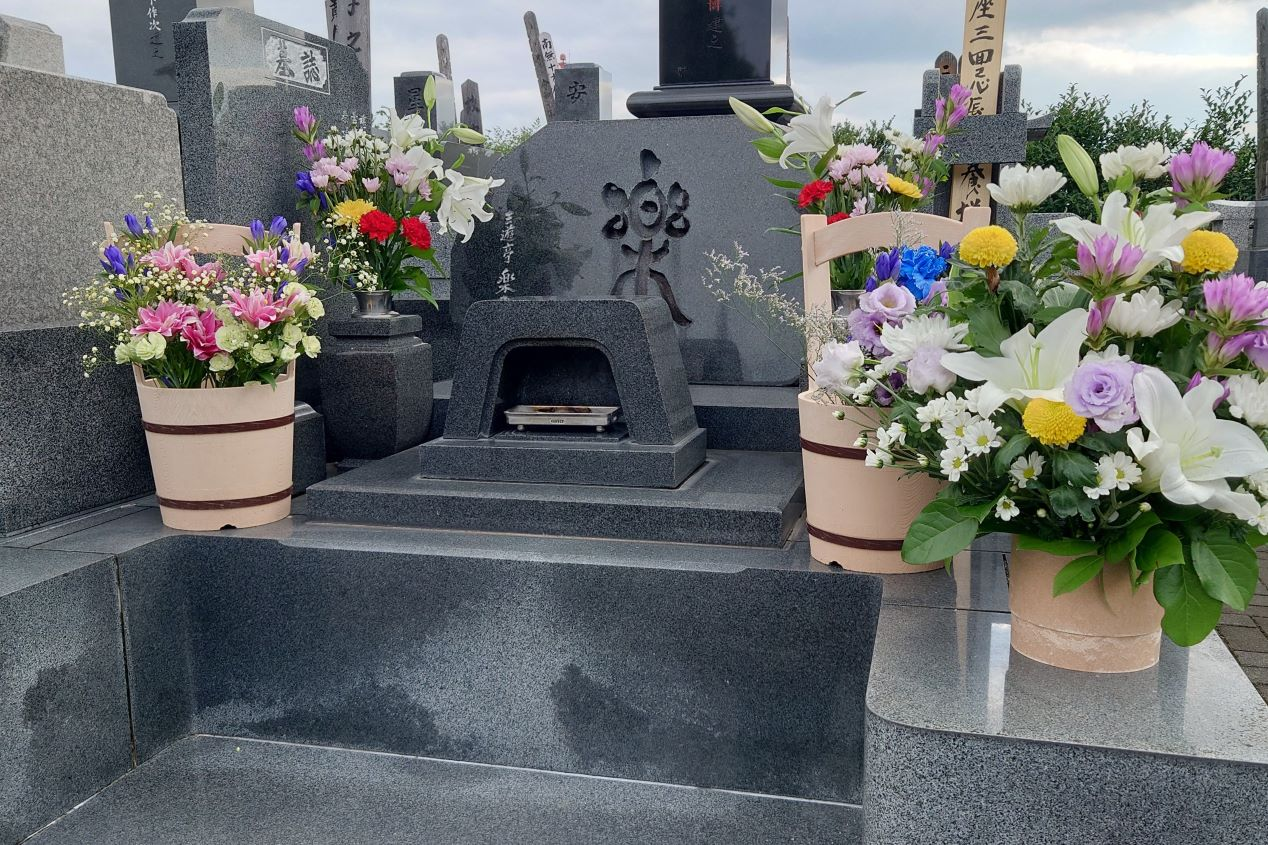
六代目三遊亭円楽の墓。

2023年（令和5年）11月12日、火災により本堂が全焼した。

## 本尊
寺伝では天竺から将来した閻浮檀金（えんぶだごん）製の釈迦如来像とされている。実際は弥陀定印を結ぶ阿弥陀如来坐像である。総高5.08センチメートル、重量105グラム。材質は金銅製や鉄製という説もあったが鉄製説は否定されており、比重からは純銀製である可能性が高いと考えられている。光背が付いていた痕跡があり、平安時代中期または末期の作とみられている。

## 交通アクセス
- 新前橋駅より徒歩15分。

## 周辺
- 群馬県道10号前橋安中富岡線
- 前橋市立元総社小学校
- 総社神社